# サキドリ!
『サキドリ!』は、BS-TBSで2012年10月7日から2013年3月31日まで毎週日曜日9:30 - 9:50（JST）に放送されていた情報番組。全25回。

## 概要
さまざまなジャンルの最新情報を伝える情報番組。2012年10月改編で放送終了した『サンデー@ステーション アサBAN!』の後継番組。ナビゲーターとしてTBSアナウンサーの古谷有美がテレビ番組では初の単独MCを務めた。番組終了後、翌月から同じ制作スタッフによる日曜朝の情報番組『ヒットリサーチ』が開始された。
MCパートはオープニング・エンディングとコーナー冒頭にあり、赤坂サカス周辺を撮影場所としている。VTR振りには決めポーズがあり、『もぎゅっとサキドリ!』の決めゼリフともに、脇をしめて両手をグーの状態で胸の前に持ってきた後に右手人差し指を立てるというもの。

## 出演
ナビゲーター
- 古谷有美（TBSアナウンサー）

サキドリ! リポーター
- 小田正実（#6）

番組キャラクター
- お母さんサキドリ（ピンク）・お父さんサキドリ（青）・ベイビーサキドリ（オレンジ）

古谷アナがデザインした番組キャラクター。番組タイトルにかけてトリ（鳥）の親子をイメージ。2頭身でそれぞれ体色や鶏冠の形状・アクセサリが異なる。第7回（2012年11月18日）に古谷アナが作画する模様が放映され、翌回に3体のぬいぐるみが登場した。下部に開いている穴に手を入れて手人形のように動かす事が出来る。

## コーナー
サキドリ!インフォ
新商品の発表会の模様やBS-TBSのオススメ番組など最新トレンドをVTRで紹介。
サキドリ!エンタ
最新エンタメ情報を出演者へのインタビューやコメントVTRをまじえて紹介。
サキドリ!ミュージック
アーティスト1組がVTR出演。新譜についてのコメントとともにミュージック・ビデオ（ダイジェスト・歌詞付き）が流される。レギュラー企画として同じアーティストを定期的に4回にわたって取り上げ、古谷アナのインタビューやライブの取材を行うなどしている。
これまでのピックアップ・アーティスト - あさみちゆき、はるのまい、葵と楓、はやぶさ
サキドリ!Book
今月出版される本の中から注目の本を紹介。時に著者本人を迎えて古谷アナがインタビューすることもある。第13回より開始。
心に響く一節を朗読
不朽の名作文庫から今話題の書籍まで、心に響く一節を古谷アナが朗読する。BGMはcoba『過ぎ去りし永遠の日々』。第9回より開始。

## エンディング曲
マンスリープッシュとして、月替わりで推薦曲のMVをエンディングタイトルバックに使用。
2012年
- 10月 A.F.R.O『キタイチニシニ』
- 11月 SALU『Rebirth』
- 12月 Split BoB『マヤカシ少女』

2013年
- 1月 absentmindedness『星の行方』
- 2月 森重樹一『SADISTIC SMILE』
- 3月 N.O.B.U!!!『ナガレボシ』

## スタッフ
- ナレーター：広瀬未来
- 協力：NiTRO
- 音楽協力：日音 渡辺知明、比良田康弘、大谷隼史、仲安貴彦
- AD：村上和光
- AP：坪坂英生
- ディレクター：河合智文、谷井望、石塚郁洋
- プロデューサー：鈴木昌利、澤田浩一（BS-TBS）
- 制作協力：Show-tv
- 製作著作：BS-TBS